# Station Skarżysko Milica
Station Skarżysko Milica is een spoorwegstation in de Poolse plaats Skarżysko-Kamienna.